# Serhij Vakulenko
Serhij Mykolajovyč Vakulenko (in ucraino Сергій Миколайович Вакуленко?; Charkiv, 7 settembre 1993) è un calciatore ucraino, centrocampista del P'yownik.

## Palmarès

### Club

#### Competizioni nazionali
- Campionato armeno: 2

Ararat-Armenia: 2019-2020
P'yownik: 2023-2024